# SNR 0509-67.5
SNR 0509-67.5位於劍魚座，距離地球160,000光年，是在大麥哲倫雲（LMC）內由超新星產生的殘骸。它在2004年被發現含有化學元素矽和鐵，可能是顆Ia超新星。這顆超新星在地球的時間框架中大約有400年的延遲，是因為在馬里蘭州巴爾的摩太空望遠鏡研究所的研究人員發現來自星際塵埃的反光，反映了超新星推遲400年才抵達地球。這種延遲，稱為超新星爆炸的回光，也可以讓天文學家研究這個光譜特殊的簽名。由於簽名的色彩特質，讓天文學家可以推斷這是一顆Ia超新星。天文學家也觀察了這個超新星殘骸的X射線和可見光波長，並且研究回光，這都有助於評估此異常活躍的超新星能量。